# Aleksandr Kott
Aleksandr Kott (Mosca, 22 febbraio 1973) è un regista russo.

## Filmografia parziale

### Regista
- Brestskaja krepost' (2010)
- Podsadnoj (2010)
- Ёlki 2 (2011)